# Ready 2 Go
«Ready 2 Go» — песня французского электронного музыканта и продюсера Мартина Сольвейга с его пятого студийного альбома Smash. В записи принял участие вокалист британской группы Bloc Party Келе Окереке. Релиз песни состоялся 28 марта 2011 года в качестве третьего сингла с альбома Smash. Песня смогла достичь 20-го места в французском сингловом чарте. Песня стала тематической для соревнований Кубка Америки по футболу 2011 года.

## Музыкальное видео
Музыкальное видео было выложено на YouTube 4 мая 2011 года. 11-минутный ролик был снят на Stade de France, во время матча между Францией и Хорватией, с участием многих из 80 000 болельщиков, пришедших туда.

## Список композиций
- Цифровая дистрибуция[3]

1. «Ready 2 Go» (Сингл версия) — 4:25

- Немецкий CD сингл[4]

1. «Ready 2 Go» (Радио версия) — 3:05
2. «Ready 2 Go» (Сингл версия) — 4:25

- Британский цифровой EP[5]

1. Ready 2 Go (Британская радио версия) — 2:32
2. Ready 2 Go (Сингл версия) — 4:25
3. Ready 2 Go (Клубная версия) — 6:27
4. Ready 2 Go (Ремикс Arno Cost) — 6:46
5. Ready 2 Go (Ремикс Hardwell) — 6:35

## Чарты
| Чарт (2011)                                | Наивысшее место |
| ------------------------------------------ | --------------- |
| Австрия (Ö3 Austria Top 40)                | 49              |
| Бельгия/Фландрия (Ultratip Bubbling Under) | 15              |
| Бельгия/Валлония (Ultratop 50)             | 41              |
| Чехия (Rádio — Top 100)                    | 55              |
| Франция (SNEP)                             | 20              |
| Германия (GfK)                             | 45              |
| Ирландия (IRMA)                            | 38              |
| Нидерланды (Single Top 100)                | 52              |
| Польша (ZPAV)                              | 4               |
| Словакия (Rádio — Top 100)                 | 49              |
| Великобритания (OCC UK Dance)              | 13              |
| Великобритания (OCC UK Singles)            | 48              |
| Hot Dance Club Songs (Billboard)           | 49              |

## История релиза
| Страна         | Дата                | Формат                         | Лейбл                |
| -------------- | ------------------- | ------------------------------ | -------------------- |
| Бельгия        | 28 марта 2011 года  | Цифровая дистрибуция           | Mercury Records      |
| Франция        | 28 марта 2011 года  | Цифровая дистрибуция           | Mercury Records      |
| Нидерланды     | 11 апреля 2011 года | Цифровая дистрибуция           | Mercury Records      |
| Германия       | 13 мая 2011 года    | CD-сингл, цифровая дистрибуция | Kontor Records       |
| Великобритания | 26 июня 2011 года   | Цифровая дистрибуция           | All Around the World |